# Баженова, Инна Борисовна
Инна Борисовна Баженова (род. 25 ноября 1968, Заволжье, Горьковская область) — основатель фонда «In Artibus», издатель международной сети «The Art Newspaper», учредитель ежегодной премии «The Art Newspaper Russia» и фестиваля фильмов об искусстве «The ART Newspaper Russia FILM FESTIVAL», коллекционер, инициатор культурных проектов.

## Биография
Родилась 25 ноября 1968 года в городе Заволжье.
Окончила Нижегородский государственный университет имени Н. И. Лобачевского, факультет вычислительной математики и кибернетики.
Начала карьеру авиаинженера в 1991 году. В 1993 году она стала соучредителем компании, которая использовала технологии авиационной промышленности для других отраслей. Владеет долей в нескольких межотраслевых предприятиях среднего бизнеса.
В 2005 году начала коллекционировать искусство[уточнить].
В 2012 году запустила русскоязычную версию газеты — «The Art Newspaper Russia». В 2014 году стала владельцем всей международной лицензионной сети издания в Великобритании, Греции, Италии, Китае, России, США и Франции.
В 2014 году открыла выставочное пространство некоммерческого фонда In Artibus в Москве на Пречистенской набережной.
Инна Баженова является дарителем Центра Помпиду и TATE Modern.

## Семья
Инна Баженова замужем, имеет пятерых сыновей.

## Проекты
The Art Newspaper
В 2014 году Инна Баженова стала владельцем английской версии «The Art Newspaper» и всей международной лицензионной сети издания в Великобритании, Греции, Италии, Китае, России, США и Франции. Издания сети распространяются в 60 странах.
Премия «The Art Newspaper Russia»
Премия «The Art Newspaper Russia» — ежегодная премия одноимённой газеты, которая вручается за достижения в области искусства. Учреждена в 2012 году.
По словам организаторов, миссия премии — выражение публичного признания представителям художественного сообщества в области искусства, продвижение российского искусства за рубежом.
Награды ежегодно вручаются в пяти номинациях, соответствующим разделам газеты: «Книга года», «Выставка года», «Музей года», «Реставрация года» и «Личный вклад».
Призовая статуэтка в виде перекрещенных стрелок часов Биг-Бена и Спасской башни Кремля, по мнению учредителей премии и художника, выполнившего работу, подчёркивает синхронизацию России с мировым художественным процессом.

Когда газете исполнился год, мы решили это достойно отметить, и родилась идея не просто собрать вечеринку, но как-то поощрить самые заметные события в мире искусства — по версии редакторов, которые весь год работали с этим материалом. Тогда мы даже подумать не могли, что все это выльется в такое масштабное шоу: сама церемония — арт-перформанс.
The ART Newspaper Russia FILM FESTIVAL
«The ART Newspaper Russia FILM FESTIVAL» — ежегодный фестиваль фильмов об искусстве. Первый фестиваль состоялся в сентябре 2017 года в Музее современного искусства «Гараж», Государственной Третьяковской галерее и Центре документального кино.
Russian Art Focus
«Russian Art Focus» — онлайн-издание. Основано Инной Баженовой и Дмитрием Аксеновым (Aksenov Family Foundation, владелец ярмарки современного искусства Vienna Art Contemporary). Редакция: команда англоговорящих экспертов — журналистов, критиков и исследователей. Задача издания — профессиональный рассказ о российской арт-сцене на английском языке. Распространяется по электронной почте, бесплатно раз в месяц по подписке.
Фонд «IN ARTIBUS»
Фонд «In Artibus» — некоммерческая организация, поддерживающая исследования в области классического искусства. Основные направления деятельности фонда: организация выставок в сотрудничестве с музеями, культурными фондами и частными коллекциями в России и за рубежом, издательская программа, организация и проведение научных конференций, поддержка международных культурных инициатив. Цель фонда — познакомить российского зрителя с зарубежным искусством и открыть европейскому зрителю искусство русское.
The Art Exchange
The Art Exchange — платформа, объединяющая искусство, финансы и технологии. Его миссия — открыть недоступный ранее рынок искусства для широкой аудитории инвесторов и повысить ликвидность неликвидных активов. По словам создателей, с помощью технологий блокчейн он будет токенизировать произведения искусства и предлагать деривативы.